# Giorgio II di Grecia
Giorgio II di Grecia (in greco Γεώργιος Βασιλεύς τῶν Ἑλλήνων?; Tatoi, 19 luglio 1890 – Atene, 1º aprile 1947) è stato re di Grecia dal 27 settembre 1922 al 25 marzo 1924 e poi, una volta restaurata la monarchia, dal 3 novembre 1935 al 1º aprile 1947.

## Biografia

### Giovinezza

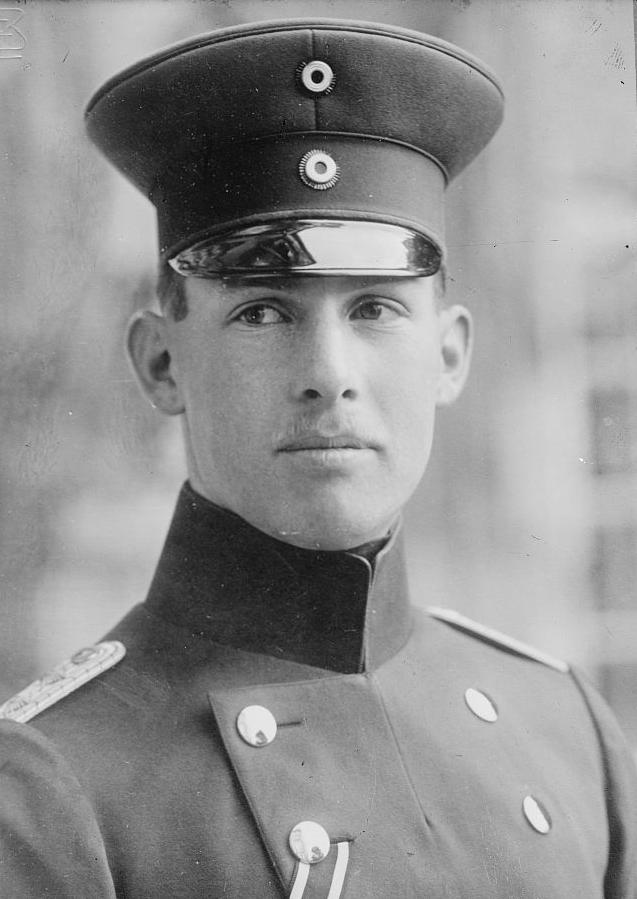
Il Principe Giorgio di Grecia in uniforme militare tedesca.

Giorgio nacque il 19 luglio 1890 nel Palazzo di Tatoi, primogenito di Costantino di Grecia e di Sofia di Prussia; apparteneva alla dinastia dei Schleswig-Holstein-Sonderburg-Glücksburg, discendendo anche dalle case reali di Regno Unito, Danimarca, Russia e Germania. Aveva due fratelli, Alessandro e Paolo, entrambi poi sovrani di Grecia, e tre sorelle, Elena, regina di Romania, Irene, duchessa d'Aosta e la Principessa Caterina, mentre fra i suoi primi cugini vi erano la Principessa Olga di Jugoslavia, la Duchessa Marina di Kent ed il Principe Filippo, duca di Edimburgo.

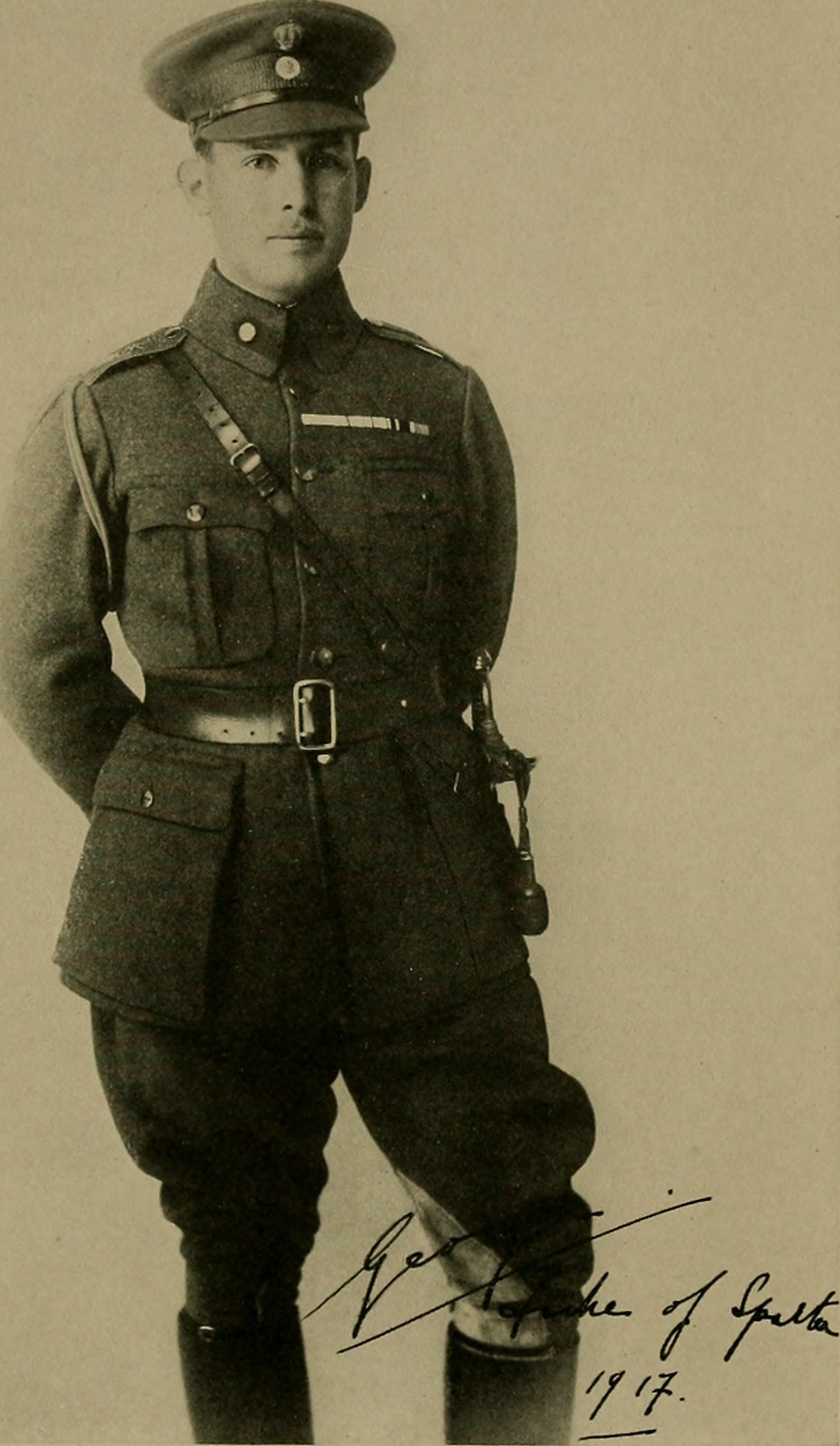
Giorgio, duca di Sparta nel 1917.

Il Principe ricevette un'educazione militare e si unì alla Guardia prussiana all'età di 18 anni. Nel 1909 scoppiò il Golpe di Goudi, organizzato da un gruppo di alti ufficiali, che costrinse i principi reali a lasciare le forze armate ed il principe Costantino, assieme alla famiglia tra cui Giorgio, a lasciare la Grecia. I reali si recarono in Germania per poi tornare ad Atene nel 1910, quando il Premier Venizelos permise loro di rientrare e, ai principi, di riottenere i gradi e le posizioni militari. Giorgio combatté nelle Guerra balcaniche come membro del 1º Reggimento di fanteria. Nel 1913, il nonno, re Giorgio I, fu assassinato e così il padre ascese al trono come Costantino I. Di conseguenza Giorgio divenne l'erede al trono, assumendo il titolo di Duca di Sparta. Durante la Grande Guerra, il paese soffrì di una grande crisi nazionale dovuta al fatto che il Re voleva schierarsi a fianco degli Imperi centrali mentre il Primo ministro Venizelos, con la maggior parte del paese, desiderava aderire al conflitto assieme all'Intesa. Nel giugno 1917 Costantino, a seguito di numerose pressioni sia nazionali che internazionali, dovette abdicare e lo stesso Giorgio dovette seguire l'esempio del padre, rinunciando ai diritti sulla corona greca. Il Parlamento elesse il fratello minore, Alessandro, quale nuovo sovrano di Grecia. Giorgio andò in esilio in Svizzera, prima a Saint Moritz e poi a Zurigo.

### Ascesa al trono

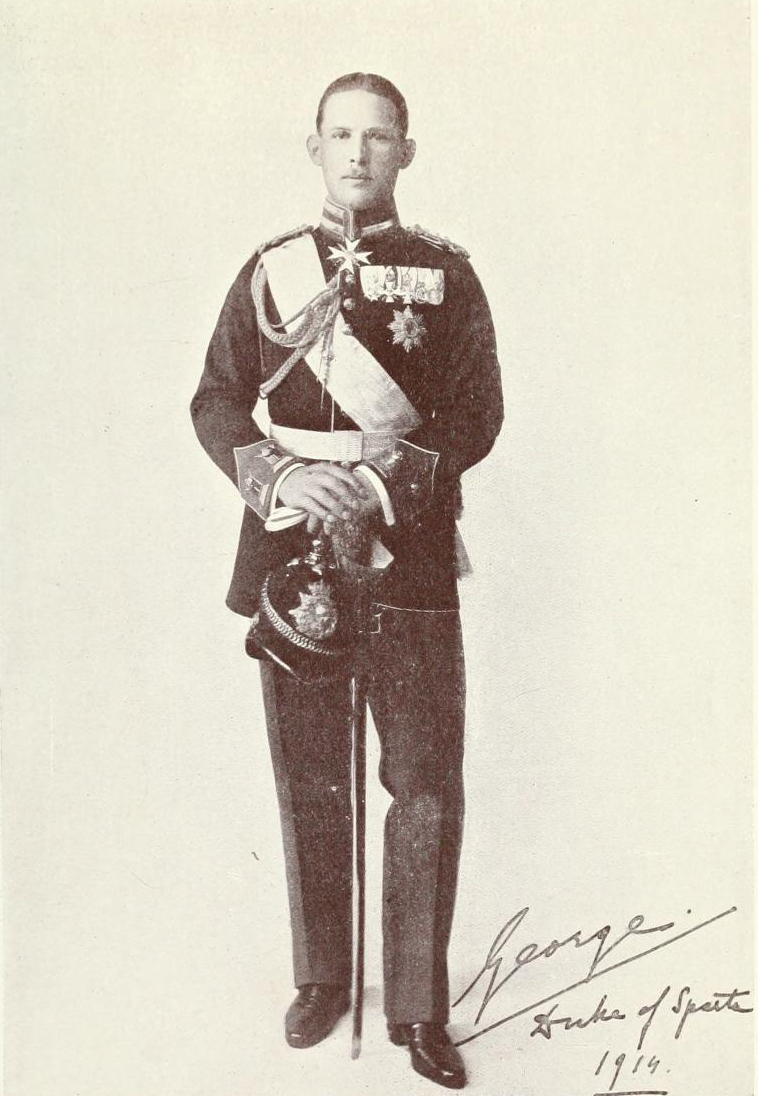
Giorgio II di Grecia.

Re Alessandro morì nel 1920 e successivamente si aprì una disputa costituzionale che però terminò nello stesso anno, a seguito di un referendum che vide il ritorno di Costantino e Giorgio in Grecia, con il ritorno sul trono dell'ex sovrano ellenico il 27 settembre 1920. Un anno prima il paese era sceso in guerra di nuovo contro i Turchi, in un conflitto che però si rivelò disastroso per la Grecia che, oltre una pesante crisi economica, soffrì la sconfitta militare nel 1922. Costantino I fu costretto ad abdicare ed in seguito Giorgio ascese al trono come Giorgio II, re degli Elleni. Verso la fine del 1923 il Governo gli chiese di lasciare la Grecia, dal momento che la reputazione del sovrano e della Casa reale era pessima, mentre l'Assemblea nazionale discuteva la questione della futura forma di governo. Giorgio partì per un esilio in Romania, vivendo in seguito in Gran Bretagna. Venne ufficialmente deposto il 25 marzo 1924, a seguito della proclamazione della Seconda repubblica ellenica.

### Matrimonio

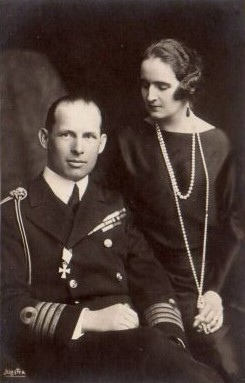
Giorgio II ed Elisabetta di Grecia.

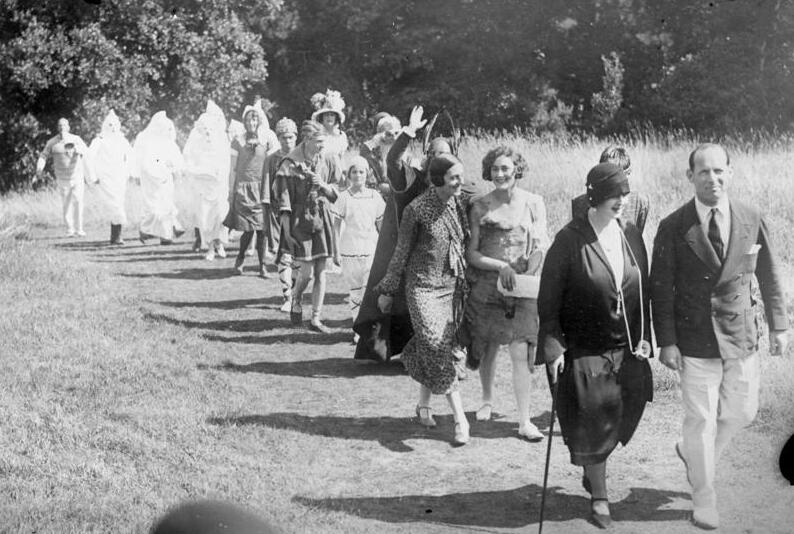
Giorgio e Elisabetta in esilio.

Ad ottobre del 1920, Giorgio di Grecia si fidanzò ufficialmente con Elisabetta di Romania, figlia del re rumeno Ferdinando e della moglie, Maria di Edimburgo, nipote della regina Vittoria. Il 27 febbraio 1921 Giorgio ed Elisabetta di sposarono a Bucarest; poco dopo, il 10 marzo, la sorella di Giorgio, Elena, ed il fratello di Elisabetta, Carol, si sposarono ad Atene. La coppia non ebbe figli e divorziò nel 1935, pochi mesi prima della restaurazione di Giorgio II sul trono greco.

### Ritorno sul trono

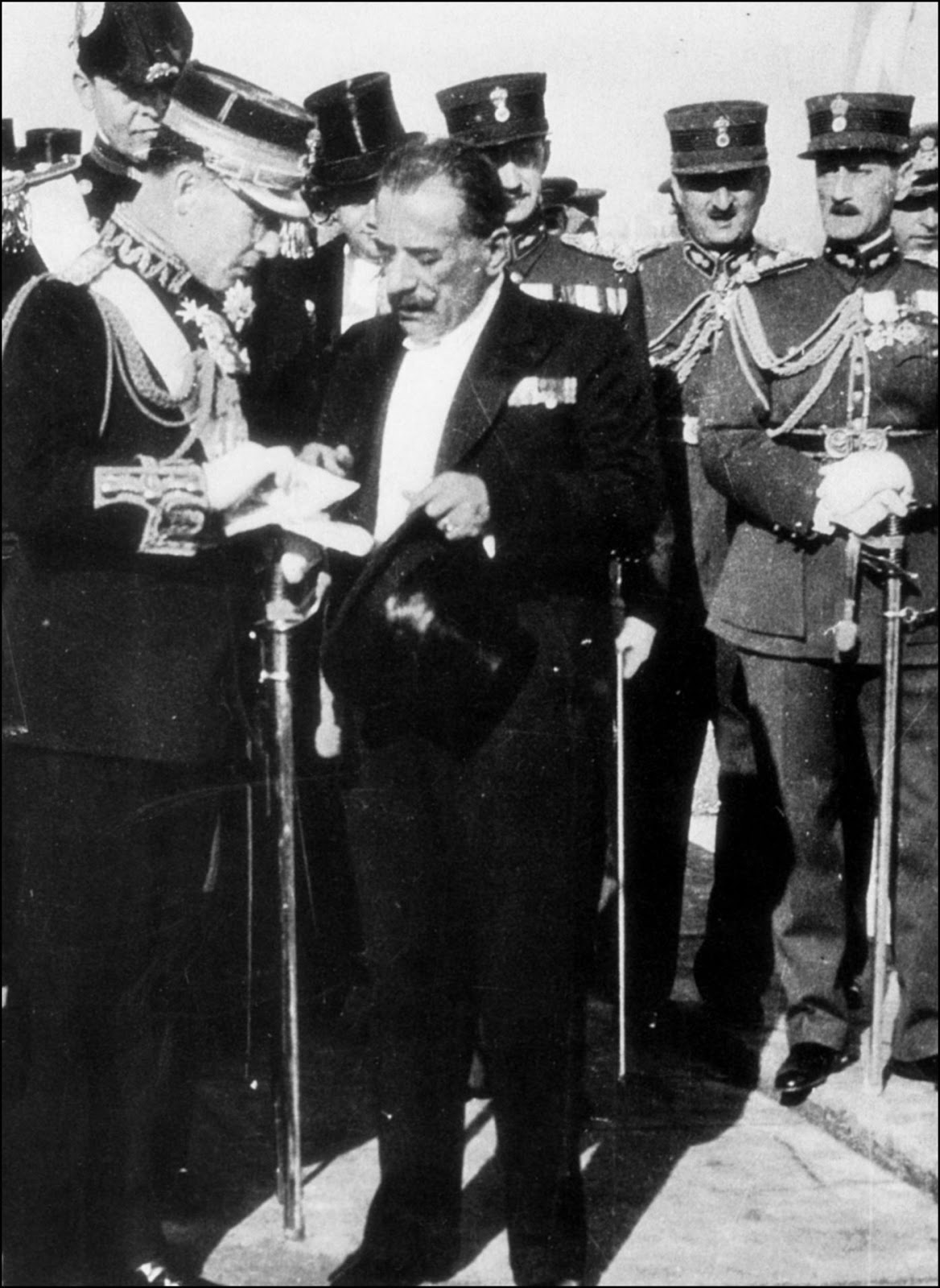
Giorgio II e Kondylis, nel 1935.

Quando venne proclamata la repubblica, il 25 marzo 1924, Giorgio venne deposto ufficialmente e venne privato della nazionalità greca e delle sue proprietà private, confiscate dal Governo. Giorgio II e la regina Elisabetta si stabilirono a Bucarest, Romania, dove il suocero Ferdinando I dispose alla coppia un'ala del Palazzo Cotroceni per poi trasferirsi in una propria residenza privata; Giorgio II però non amava la corte rumena e, anche a causa delle difficoltà del matrimonio, nel 1930 si stabilì nel Regno Unito. Partecipò anche al matrimonio della cugina, la Principessa Marina, figlia dello zio Nicola di Grecia, con il Principe George, Duca di Kent, nel 1934. Durante il suo esilio, il 16 settembre 1930 fu iniziato in massoneria nella Loggia Wellwood n. 5143 di Londra, della quale nel 1933 divenne Maestro venerabile. Raggiunse il 33º ed ultimo grado del Rito scozzese antico ed accettato.

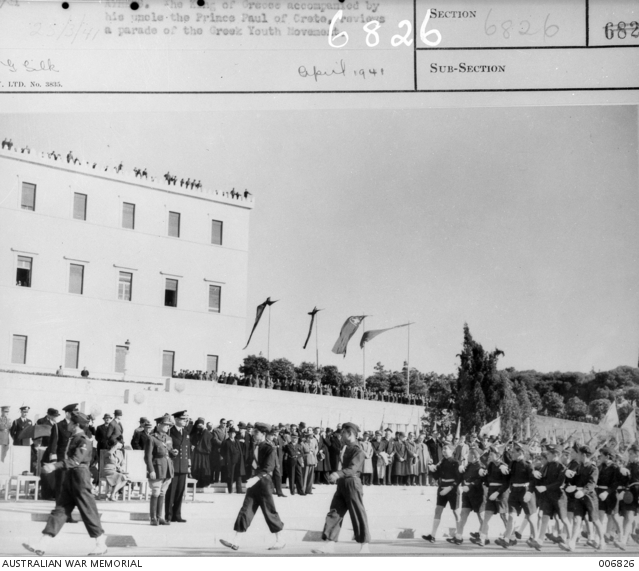
Giorgio ed il fratello Paolo, assistono ad una parata militare.

Nell'ottobre del 1935, il governo greco fu nuovamente rovesciato, questa volta dal generale Georgios Kondylis. Il 3 novembre 1935, il 98% degli elettori sostenne il ripristino della monarchia in una votazione non segreta. Così Giorgio tornò in Grecia il 25 novembre, ma entrò subito in conflitto con Kondylis e nominò Konstantinos Demertzis come nuovo Primo Ministro. A gennaio, si tennero nuove elezioni ed il Parlamento si riempì di comunisti contrari alla monarchia. Diversi politici di spicco morirono inaspettatamente, tra cui Demertzis e Kondylis. La situazione di stallo politico e i timori esagerati di un pericolo comunista spinsero re Giorgio II ad acconsentire all'istituzione della dittatura da parte del generale Ioannis Metaxas il 4 agosto 1936, usando come pretesto uno sciopero generale programmato per il giorno seguente. Il fatto che re Giorgio avesse acconsentito all'abolizione della democrazia e avesse partecipato all'instaurazione di un regime filo-fascista, mise in discussione la sua legittimità e rese più profonda la divisione tra repubblicani e monarchici. Con lo scoppio della Seconda guerra mondiale, re Giorgio si schierò però chiaramente con la Gran Bretagna. Il 28 ottobre 1940, Metaxas respinse l'ultimatum italiano, dando inizio alla Guerra greco-italiana; i greci si difesero con successo umiliando le forze armate fasciste contrattaccando fin oltre il confine albanese, ma il 6 aprile 1941 intervennero i tedeschi. Il 23 aprile il Re ed il governo furono costretti a fuggire a Creta. Inizialmente Giorgio II cercò rifugio in Egitto, poi in Gran Bretagna. 

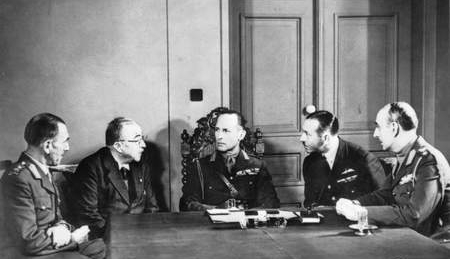
Il re presiede il governo in esilio.

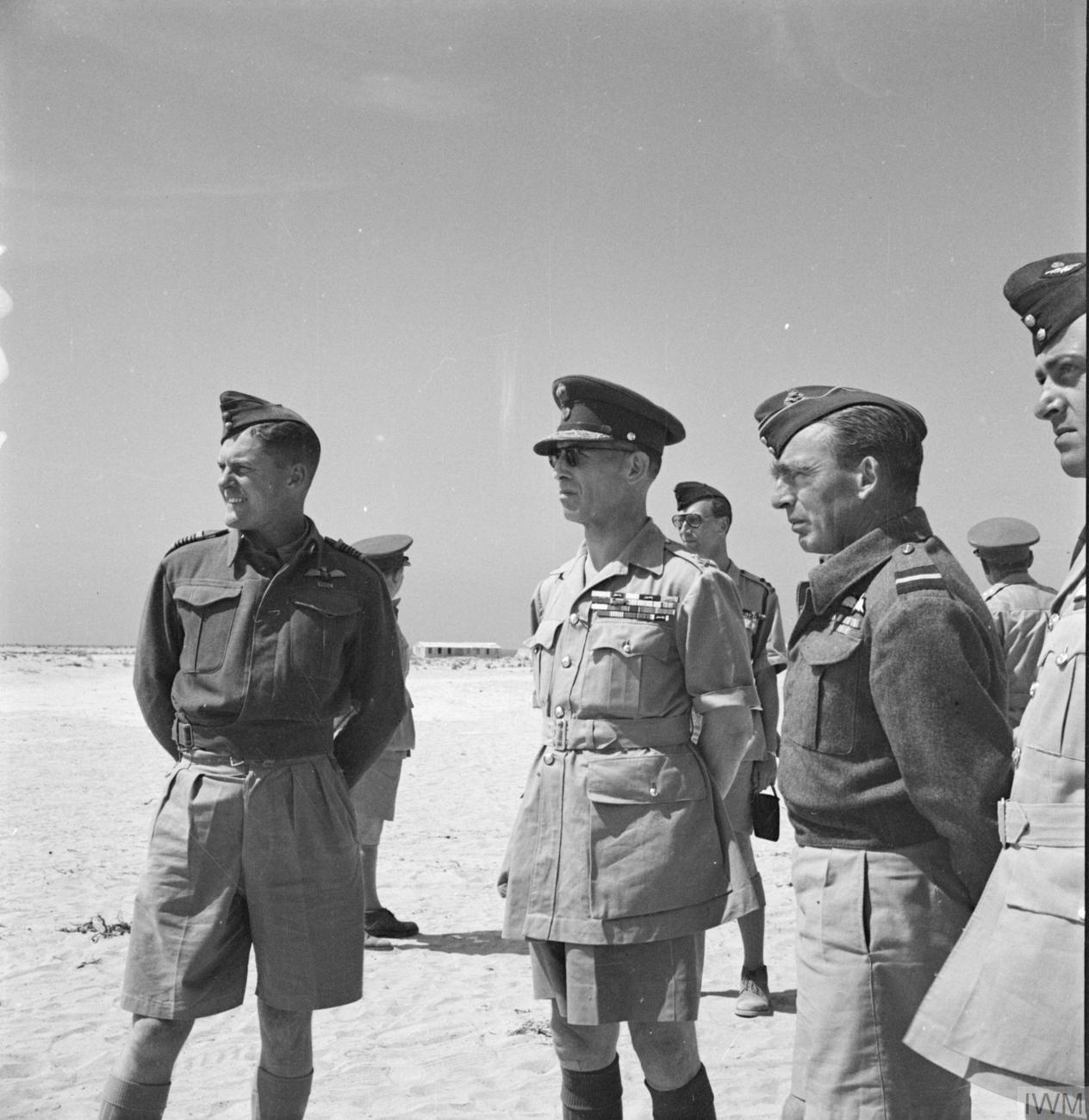
Giorgio II con alcuni ufficiali della RAF, durante il suo esilio.

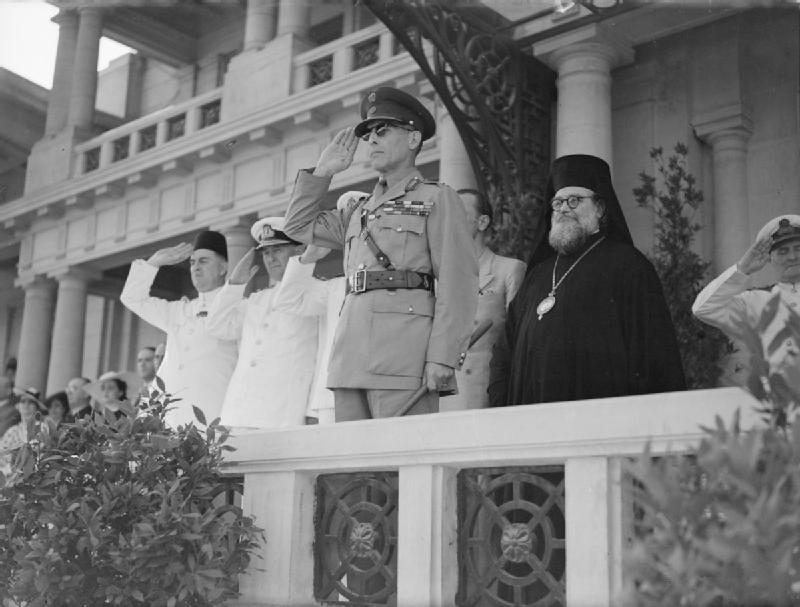
Giorgio ad Alessandria, nel 1942.

Durante la Guerra, Giorgio rimase formalmente il capo dello stato, ma la resistenza greca, con cui non simpatizzava, divenne sempre più forte. La questione costituzionale e il ritorno del sovrano dopo la fine della guerra dominarono le discussioni politiche nel governo in esilio in Egitto e nel movimento di resistenza nella Grecia occupata. Re Giorgio cercò di dissociarsi dalla dittatura del generale Metaxas e dichiarò che dopo la fine della guerra ci sarebbe stato un nuovo governo basato su libere elezioni. I leader politici ritenevano che si dovesse tenere un plebiscito sulla questione del ritorno del re. Nelle discussioni con il governo in esilio, re Giorgio ebbe il costante sostegno della Gran Bretagna, che vedeva in lui un garante degli interessi britannici nella regione e un baluardo contro la potente resistenza di sinistra. Tuttavia, ci furono forti obiezioni al suo ritorno e infine nella Conferenza del Libano, svoltesi nel maggio del 1944, tra i rappresentanti del Governo greco in esilio e le organizzazioni di resistenza fu deciso che dopo la liberazione ci sarebbe stato un plebiscito sulla questione della monarchia. Il 31 marzo 1946, i monarchici ottennero la maggioranza in parlamento e il 1° settembre si tenne un referendum. Il 69% votò per il ritorno di Re Giorgio, il quale rientrò in Grecia il 26 settembre. Il suo palazzo era stato saccheggiato, le foreste di Tatoi erano state abbattute e il paese era in una situazione disperata. Il sovrano non ebbe molto tempo per migliorare la situazione.

### Ultimi anni e morte

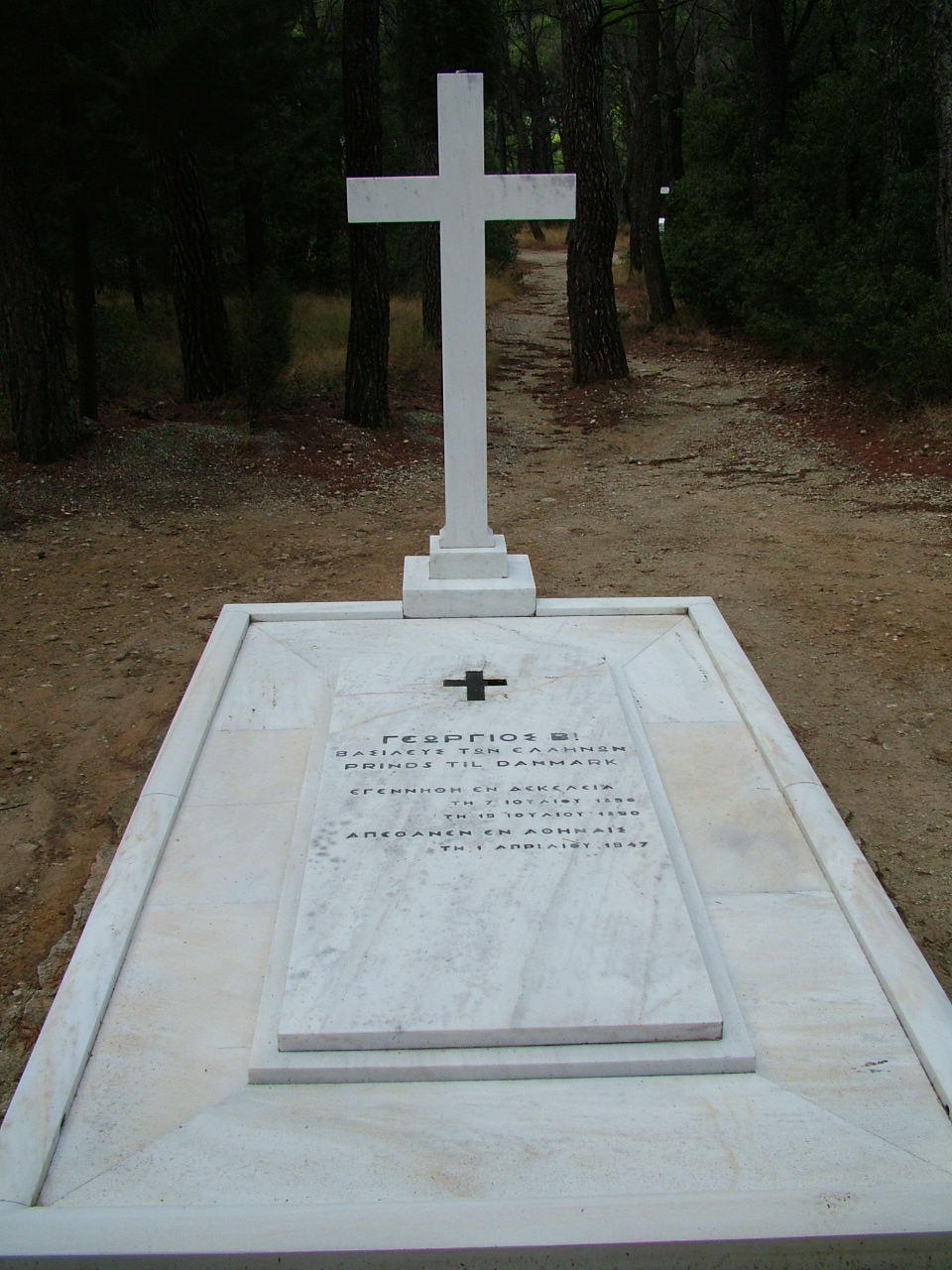
Tomba di Giorgio II di Grecia.

Una volta ritornato in Grecia, Giorgio II dovette fronteggiare una guerra civile, combattuta tra conservatori o monarchici contro i comunisti, ma morì il 1º aprile 1947, nel Palazzo reale di Atene. A causa dei suoi numerosi esili, si dice che egli affermasse: "L’oggetto più importante di un Re di Grecia è la valigia."

## Ascendenza
|                               |                         |                                   | Genitori                                   |  |  | Nonni |  |  | Bisnonni                  |  |  | Trisnonni                                                      |  |
|                               |                         |                                   |                                            |  |  |       |  |  | Cristiano IX di Danimarca |  |  | Federico Guglielmo di Schleswig-Holstein-Sonderburg-Glücksburg |  |
|                               |                         |                                   |                                            |  |  |       |  |  | Cristiano IX di Danimarca |  |  | Federico Guglielmo di Schleswig-Holstein-Sonderburg-Glücksburg |  |
|                               |                         | Luisa Carolina d'Assia-Kassel     |                                            |  |  |       |  |  | Cristiano IX di Danimarca |  |  |                                                                |  |
| Giorgio I di Grecia           |                         |                                   |                                            |  |  |       |  |  | Cristiano IX di Danimarca |  |  |                                                                |  |
|                               |                         | Luisa d'Assia-Kassel              | Guglielmo d'Assia-Kassel                   |  |  |       |  |  |                           |  |  |                                                                |  |
|                               |                         | Luisa d'Assia-Kassel              | Guglielmo d'Assia-Kassel                   |  |  |       |  |  |                           |  |  |                                                                |  |
|                               |                         | Luisa d'Assia-Kassel              | Luisa Carlotta di Danimarca                |  |  |       |  |  |                           |  |  |                                                                |  |
| Costantino I di Grecia        |                         | Luisa d'Assia-Kassel              |                                            |  |  |       |  |  |                           |  |  |                                                                |  |
|                               |                         | Konstantin Nikolaevič di Russia   | Nicola I di Russia                         |  |  |       |  |  |                           |  |  |                                                                |  |
|                               |                         | Konstantin Nikolaevič di Russia   | Nicola I di Russia                         |  |  |       |  |  |                           |  |  |                                                                |  |
|                               |                         | Konstantin Nikolaevič di Russia   | Carlotta di Prussia                        |  |  |       |  |  |                           |  |  |                                                                |  |
| Olga Konstantinovna di Russia |                         | Konstantin Nikolaevič di Russia   |                                            |  |  |       |  |  |                           |  |  |                                                                |  |
|                               |                         | Alessandra di Sassonia-Altenburg  | Giuseppe di Sassonia-Altenburg             |  |  |       |  |  |                           |  |  |                                                                |  |
|                               |                         | Alessandra di Sassonia-Altenburg  | Giuseppe di Sassonia-Altenburg             |  |  |       |  |  |                           |  |  |                                                                |  |
|                               |                         | Alessandra di Sassonia-Altenburg  | Amalia di Württemberg                      |  |  |       |  |  |                           |  |  |                                                                |  |
| Giorgio II di Grecia          |                         | Alessandra di Sassonia-Altenburg  |                                            |  |  |       |  |  |                           |  |  |                                                                |  |
|                               | Guglielmo I di Germania | Federico Guglielmo III di Prussia |                                            |  |  |       |  |  |                           |  |  |                                                                |  |
|                               | Guglielmo I di Germania | Federico Guglielmo III di Prussia |                                            |  |  |       |  |  |                           |  |  |                                                                |  |
|                               | Guglielmo I di Germania | Luisa di Meclemburgo-Strelitz     |                                            |  |  |       |  |  |                           |  |  |                                                                |  |
| Federico III di Germania      | Guglielmo I di Germania |                                   |                                            |  |  |       |  |  |                           |  |  |                                                                |  |
|                               |                         | Augusta di Sassonia-Weimar        | Carlo Federico di Sassonia-Weimar-Eisenach |  |  |       |  |  |                           |  |  |                                                                |  |
|                               |                         | Augusta di Sassonia-Weimar        | Carlo Federico di Sassonia-Weimar-Eisenach |  |  |       |  |  |                           |  |  |                                                                |  |
|                               |                         | Augusta di Sassonia-Weimar        | Maria Pavlovna di Russia                   |  |  |       |  |  |                           |  |  |                                                                |  |
| Sofia di Prussia              |                         | Augusta di Sassonia-Weimar        |                                            |  |  |       |  |  |                           |  |  |                                                                |  |
|                               |                         | Alberto di Sassonia-Coburgo-Gotha | Ernesto I di Sassonia-Coburgo-Gotha        |  |  |       |  |  |                           |  |  |                                                                |  |
|                               |                         | Alberto di Sassonia-Coburgo-Gotha | Ernesto I di Sassonia-Coburgo-Gotha        |  |  |       |  |  |                           |  |  |                                                                |  |
|                               |                         | Alberto di Sassonia-Coburgo-Gotha | Luisa di Sassonia-Gotha-Altenburg          |  |  |       |  |  |                           |  |  |                                                                |  |
| Vittoria di Gran Bretagna     |                         | Alberto di Sassonia-Coburgo-Gotha |                                            |  |  |       |  |  |                           |  |  |                                                                |  |
|                               |                         | Vittoria del Regno Unito          | Edoardo Augusto di Hannover                |  |  |       |  |  |                           |  |  |                                                                |  |
|                               |                         | Vittoria del Regno Unito          | Edoardo Augusto di Hannover                |  |  |       |  |  |                           |  |  |                                                                |  |
|                               |                         | Vittoria del Regno Unito          | Vittoria di Sassonia-Coburgo-Saalfeld      |  |  |       |  |  |                           |  |  |                                                                |  |
|                               |                         | Vittoria del Regno Unito          |                                            |  |  |       |  |  |                           |  |  |                                                                |  |

### Ascendenza patrilineare
1. Elimar I, conte di Oldenburg, *1040 †1112
2. Elimar II, conte di Oldenburg, *1070 †1142
3. Cristiano I, conte di Oldenburg, *1123 †1167
4. Maurizio I, conte di Oldenburg, *1150 †1209
5. Cristiano II, conte di Oldenburg, *1175 †1233
6. Giovanni I, conte di Oldenburg, *1204 †1270
7. Cristiano III, conte di Oldenburg,*1231 †1285
8. Giovanni II, conte di Oldenburg, *1270 †1316
9. Corrado I, conte di Oldenburg, *1302 †1347
10. Cristiano V, conte di Oldenburg, *1342 †1399
11. Dietrich, conte di Oldenburg, *1390 †1440
12. Cristiano I, re di Danimarca, Norvegia e Svezia, *1426 †1481
13. Federico I, re di Danimarca e Norvegia, *1471 †1533
14. Cristiano III, re di Danimarca e Norvegia, *1503 †1559
15. Giovanni, duca di Schleswig-Holstein-Sonderburg, *1545 †1622
16. Alessandro, duca di Schleswig-Holstein-Sonderburg, *1573 †1627
17. Augusto Filippo, duca di Schleswig-Holstein-Sonderburg-Beck, *1612 †1675
18. Federico Luigi, duca di Schleswig-Holstein-Sonderburg-Beck, *1653 †1728
19. Pietro Augusto, duca di Schleswig-Holstein-Sonderburg-Beck, *1697 †1775
20. Carlo Antonio Augusto, duca di Schleswig-Holstein-Sonderburg-Beck, *1727 †1759
21. Federico Carlo Ludovico, duca di Schleswig-Holstein-Sonderburg-Beck, *1757 †1816
22. Federico Guglielmo, duca di Schleswig-Holstein-Sonderburg-Glücksburg, *1785 †1831
23. Cristiano IX, re di Danimarca, *1818 †1906
24. Giorgio I, re degli Elleni, *1845 †1913
25. Costantino I, re degli Elleni, *1868 †1923
26. Giorgio II, re degli Elleni, *1890 †1947